# Tang Qianting
Tang Qianting (en chino: 唐钱婷; Shanghái, 14 de marzo de 2004) es una deportista china que compite en natación.
Participó en dos Juegos Olímpicos de Verano, obteniendo dos medallas en París 2024, plata en 100 m braza y bronce en 4 × 100 m estilos, y el cuarto lugar en Tokio 2020, en el relevo 4 × 100 m estilos.
Ganó cinco medallas en el Campeonato Mundial de Natación, en los años 2024 y 2025, y cinco medallas en el Campeonato Mundial de Natación en Piscina Corta, en los años 2021 y 2024.

## Palmarés internacional
| Juegos Olímpicos                    | Juegos Olímpicos    | Juegos Olímpicos  | Juegos Olímpicos  |
| Año                                 | Lugar               | Medalla           | Prueba            |
| ----------------------------------- | ------------------- | ----------------- | ----------------- |
| 2024                                | París (Francia)     | Medalla de plata  | 100 m braza       |
| 2024                                | París (Francia)     | Medalla de bronce | 4 × 100 m estilos |
| Campeonato Mundial                  |                     |                   |                   |
| Año                                 | Lugar               | Medalla           | Prueba            |
| 2024                                | Doha (Catar)        | Medalla de oro    | 100 m braza       |
| 2024                                | Doha (Catar)        | Medalla de plata  | 50 m braza        |
| 2025                                | Singapur (Singapur) | Medalla de plata  | 50 m braza        |
| 2025                                | Singapur (Singapur) | Medalla de bronce | 100 m braza       |
| 2025                                | Singapur (Singapur) | Medalla de bronce | 4 × 100 m estilos |
| Campeonato Mundial en Piscina Corta |                     |                   |                   |
| Año                                 | Lugar               | Medalla           | Prueba            |
| 2021                                | Abu Dabi (EAU)      | Medalla de oro    | 100 m braza       |
| 2021                                | Abu Dabi (EAU)      | Medalla de bronce | 4 × 100 m estilos |
| 2024                                | Budapest (Hungría)  | Medalla de oro    | 100 m braza       |
| 2024                                | Budapest (Hungría)  | Medalla de plata  | 50 m braza        |
| 2024                                | Budapest (Hungría)  | Medalla de bronce | 4 × 100 m estilos |